# Katterjaure
Het Katterjaure, Noors: Katteratvatnet, Noord-Samisch: Gatterjàvri, is een meer dat voor een deel in Noorwegen en voor een deel in Zweden ligt. Het ligt in Zweden in de gemeente Kiruna en is ongeveer 2 km².